# ヴェービョルン・ロダール
ヴェービョルン・ロダール（Vebjørn Rodal、1972年9月16日 - ）は、ノルウェーの男子陸上競技選手。1990年代に800mを中心に活躍した選手で1996年アトランタオリンピックの金メダリストである。ソール・トロンデラーグ県レンネブ出身。

## 経歴
ロダールは、1992年バルセロナオリンピックが初めてのシニアの国際舞台であった。この時は、800mに出場し準決勝で敗退している。しかし、その2年後の1994年のヨーロッパ選手権で銀メダルを獲得。さらに、1995年の世界選手権ではデンマークのウィルソン・キプケテル、ブルンジのアルテモン・ハツンギマナに次いで銅メダルを獲得し、この種目の世界のトップランナーと見なされるようになった。
2度目のオリンピックとなる1996年アトランタオリンピックでは、ケニアから国籍を変更していたデンマークのキプケテルは、ケニアがオリンピック出場を認めなかったため、ロダールのメダル獲得のチャンスが大きくなった。800mの決勝は、前半、アメリカのジョニー・グレイが猛烈なペースで引っ張ったが、ロダールはこれについてゆき、最後のホームストレートで飛び出すと、追いすがる南アフリカ共和国のヘゼキエル・セペングや、ケニアのフレッド・オンヤンチャを押さえ、オリンピック新記録で金メダルを獲得した。上位4選手までが1分42秒台という高速レースであった。
アトランタ以降は、目立った活躍もなく、2000年シドニーオリンピックにも出場しているが、準決勝で敗退。その後引退したが、国内の大会には時折出場することもあった。

## 自己ベスト
- 400m - 46秒56 (1994年)
- 800m - 1分42秒58 (1996年)
- 1500m - 3分37秒57 (1997年)

## 主な実績
| 年   | 大会                     | 場所                       | 種目 | 結果      | 記録      |
| ---- | ------------------------ | -------------------------- | ---- | --------- | --------- |
| 1992 | オリンピック             | バルセロナ(スペイン)       | 800m | 5位（sf） | 1分49秒53 |
| 1993 | 世界陸上選手権           | シュトゥットガルト(ドイツ) | 800m | 7位（sf） | 1分46秒50 |
| 1994 | ヨーロッパ陸上選手権     | ヘルシンキ(フィンランド)   | 800m | 2位       | 1分46秒53 |
| 1995 | 世界陸上選手権           | イェーテボリ(スウェーデン) | 800m | 3位       | 1分45秒68 |
| 1996 | オリンピック             | アトランタ(アメリカ合衆国) | 800m | 1位       | 1分42秒58 |
| 1997 | 世界陸上選手権           | アテネ(ギリシャ)           | 800m | 5位       | 1分44秒53 |
| 1998 | ヨーロッパ室内陸上選手権 | バレンシア(スペイン)       | 800m | 3位       | 1分47秒40 |
| 1999 | 世界陸上選手権           | セビリヤ(スペイン)         | 800m | 3位（q）  | 1分48秒05 |
| 2000 | オリンピック             | シドニー(オーストラリア)   | 800m | 7位（sf） | 1分48秒73 |

- sfは準決勝、qは予選